# Chieve
Chieve är en ort och kommun i provinsen Cremona i regionen Lombardiet i Italien. Kommunen hade 2 271 invånare (2018).